# Niki Loong
Niki Loong, född 5 maj 1951, är kulturarbetare verksam som författare och konstnär. Nikis fullständiga namn är Niki Svahn Loong och hon bor numera i Ystad. En stad hon allt som oftast refererar till som Paradiset. 
Niki Loong har hittills skrivit sex böcker för vuxna och 13 för barn och ungdom. Hon har ställt ut ett flertal gånger och deltagit i tre samlingsutställningar. Hennes målning War, What Is It Good For (från separatutställningen Painted Songs) finns representerad i Art Takes Miami 2012 Catalogue. Niki började måla vid 54 års ålder (2005) och har sedan dess ställt ut i Grisslehamn, London, Malmö, Stockholm och Ystad.
Hemsida www.nikiloong.com
Facebooksida www.facebook.com/NikiLoongStudio